# Gedachtenistafel van de heren van Montfoort
De Gedachtenistafel van de Heren van Montfoort is het op een na oudst bewaard gebleven schilderij dat in het huidige Nederland is vervaardigd.

## Voorstelling
De Heren van Montfoort zijn afgebeeld tussen Maria met het kind Jezus en de heilige Joris. Van links naar rechts zijn dit burggraaf Jan I de Rover van Montfoort, zijn oudoom Roelof de Rover van Montfoort, de broer van burggraven Jan I en Zweder II, Willem de Rover van Nesse, en Hendrik de Rover van Montfoort, de zoon van Roelof. Hendrik wordt vastgehouden door de heilige Joris. Dit symboliseert dat hij als enige van de afgebeelde personen de Slag bij Warns overleefde. De anderen sneuvelden, net als hun aanvoerder Willem van Henegouwen. Hierdoor stierf de mannelijke lijn van het Huis van Holland uit. Onder de voorstelling staat de volgende tekst:

int jaer ons heeren dusent drie hondert vijfentveertich op sante cosmas en damianus dach doe bleven doot op die vriesen bij grave willem van heynegouwen van hollant van // Zeland en heer van Vrieslant heer jan van Montfoorde heer roeloff van Montfoorde heer willem van Montfoorde met veel hare magen vrienden en onder // hebbenden. bidt voor haer allen zielen.

(In het jaar des Heren 1345 op Cosmas en Damianus [26 september] vonden samen met Willem van Henegouwen, graaf van Holland en Zeeland, heer van Friesland, de dood tegen de Friezen heer Jan van Montfoort, heer Roelof van Montfoort, heer Willem van Montfoort en veel van hun verwanten, vrienden en onder hun bevel staanden. Bidt voor hun aller zielen.)

Op het werk staat ook vermeld dat het in 1608 en nogmaals in 1770 gerestaureerd is. De vier geslachtswapens met helmen, grafelijke kronen en drie molenijzers (voortkomende uit het geslachtswapen van het adellijke geslacht Van Rode) boven de vier heren zijn later aangebracht.

## Herkomst
Het schilderij werd circa 1380/1400 in opdracht van een lid van de familie Van Montfoort vervaardigd voor het Maria-altaar in de Sint-Janskerk in Linschoten. Vanaf de 17e eeuw hing de Gedachtenistafel generaties lang in de hofstede Heulenstein in Linschoten. In 1659 was het schilderij privébezit van jonkheer Godschalk van Harmale. Na diens dood in 1662 erfde zijn neef Gerlach van der Capellen, heer van Mervelt en Schalkwijk, het paneel. In 1666 deed hij het over aan Leonard van der Nath, die het in 1705 op zijn beurt overdeed aan Magdalena van Outvorst. Toen zij in 1712 stierf liet zij het na aan haar zoon Hendrik de Sandra. Elisabeth Buijs, vrouwe van Kattenbroek, nam het paneel in 1775 over van de erven van Hendrik de Sandra en deed het op 28 november 1810 over aan Bastiaan van Rossum. Hij liet het in 1836 na aan Jan Knijff, die het in 1848 weer naliet aan Mensina Knijff. Toen zij in 1880 stierf werd het eigendom van haar echtgenoot Hermanus van der Lee, die het in 1884 naliet aan Jan Janse Koning. Op 9 augustus 1885 schonk Koning het schilderij aan het Rijksmuseum in Amsterdam.
Van oktober 2003 tot 30 juni 2012 is het paneel door het Rijksmuseum in bruikleen gegeven aan het Centraal Museum te Utrecht.